# Euploea goodenoughi
Euploea goodenoughi är en fjärilsart som beskrevs av Carpenter 1953. Euploea goodenoughi ingår i släktet Euploea och familjen praktfjärilar. Inga underarter finns listade i Catalogue of Life.